# 전북지방환경청
전북지방환경청(全北地方環境廳)은 대한민국 환경부의 소속기관이다. 2012년 7월 24일 발족하였으며, 전북특별자치도 전주시 덕진구 안전로 120에 위치하고 있다. 청장은 고위공무원단 나등급에 속하는 일반직공무원으로 보한다.

## 직무
- 보안·문서·인사·관인 관리·예산·결산 및 회계에 관한 사항
- 생태계 보전지역의 관리 및 자연환경보전·이용시설의 설치·운영 등 자연환경에 관한 사항
- 전략환경영향평가, 소규모 환경영향평가, 환경영향평가에 대한 협의 및 사후관리에 관한 사항
- 백두대간보호지역에서의 개발행위에 대한 사전협의
- 상수원 관리지역의 관리실태 평가 등 수계관리 및 수질오염 총량관리에 관한 사항
- 상수원 수질오염 및 환경오염원 관리를 위한 특별 지도·점검
- 녹색기업 지정을 위한 검토 등 환경산업에 관한 사항 및 지정폐기물 배출업체에 대한 환경지도
- 환경기초시설의 운영 및 관리 실태조사에 관한 사항
- 영향권별 환경보전계획의 수립·시행
- 수질·토양·지하수 측정망 설치·운영 및 환경오염 채취시료 시험·분석·관리에 관한 사항
- 환경사범 수사·송치 등 환경수사에 관한 사항
- 대기환경 규제지역 실천계획의 추진실적 평가에 관한 사항
- 화학물질 보고·관리, 유해화학물질 함유제품 신고·관리, 등록 의무 불이행 조치 및 위해우려제품 사후관리에 관한 사항
- 화학물질 통계 조사 및 배출량 조사
- 유해화학물질 취급 및 취급시설 관리
- 화학사고·테러 대응 및 영향조사에 관한 사항
- 새만금사업지역 관리를 위한 환경대책의 이행 점검 및 수질환경모니터링(자동측정망의 설치 및 상시측정은 제외한다)에 관한 사항
- 새만금사업지역 환경관리에 악영향의 우려가 있다고 인정되는 사항에 관한 관계 중앙행정기관의 장 등에 대한 개선 또는 조치 등의 요구
- 새만금사업지역 관련 물사용부담금의 부과·징수·집행에 관한 사항
- 새만금사업지역 관련 수질개선 및 오염원 해소를 위한 기술적·재정적 지원에 관한 사항

## 연혁
- 1992년 7월 1일: 광주지방환경청 소속으로 전주환경출장소 설치.
- 1994년 5월 4일: 환경처 소속 전주지방환경관리청으로 승격.
- 1994년 12월 23일: 환경부 소속으로 개편.
- 2002년 8월 8일: 전주지방환경청으로 개편.
- 2012년 7월 24일: 새만금지방환경청으로 개편.[1]
- 2018년 3월 5일: 전주혁신도시로 청사 이전.[2]

## 관할구역
- 전북특별자치도

## 조직

### 청장
- 기획과[3]
- 환경관리과[3]
- 자연환경과[3]
- 환경평가과[3]
- 측정분석과[4]
- 화학안전관리단[5]
- 새만금유역관리단[6]

## 사건·사고 및 논란
2011년 7월 19일 전북상공회의소협의회는 2010년 말 말 방수제 공사를 위해 물 높이를 외해대비 마이너스 1.6m로 낮추면서 큰 환경변화가 일어난 것으로 나타나는 등 새만금 환경문제의 심각성을 알리고 청와대와 국무총리실 등에 전주지방환경청을 ‘새만금유역환경청’으로 확대하는 내용을 담은 건의서를 전달했다.
제안된 새만금유역환경청 설립안은 현행 7개과(단) 체제인 전주청을 2국 10개과로 확대 개편하자는 게 뼈대다. 일반 환경업무를 처리할 환경관리국, 새만금 환경대책을 총괄할 새만금관리국을 중심으로 정비하자는 안이다. 정원은 지금보다 27명 많은 87명, 4급인 청장은 고위공무원단으로 격상토록 구상됐다.

### 환경부 최초 여성지방청장
2012년 7월 31일 환경부 사상 첫 여성 지방청장인 박미자(45·여) 새만금지방환경청장이 취임식을 갖고 본격적인 업무에 돌입하였다. 전라북도 부안군 출신인 박 청장은 1992년 행정사무관으로 임용(행시 35회), 환경부 생활환경과장·환경보건정책과장·자원순환정책과장·자연정책과장 등 주요 보직을 두루 거치면서 탁월한 업무능력을 인정받았으며, 보건복지부 양성일 연금정책국장의 행시 동기이자 부인이다.

## 같이 보기
- 새만금군산경제자유구역청
- 새만금위원회
- 새만금사업추진기획단